# Tang Haili
Tang Haili (ur. 30 grudnia 1962) – chiński judoka.
Uczestnik mistrzostw świata w 1987. Srebrny medalista igrzysk azjatyckich w 1986 roku.